# Villa Bouchina

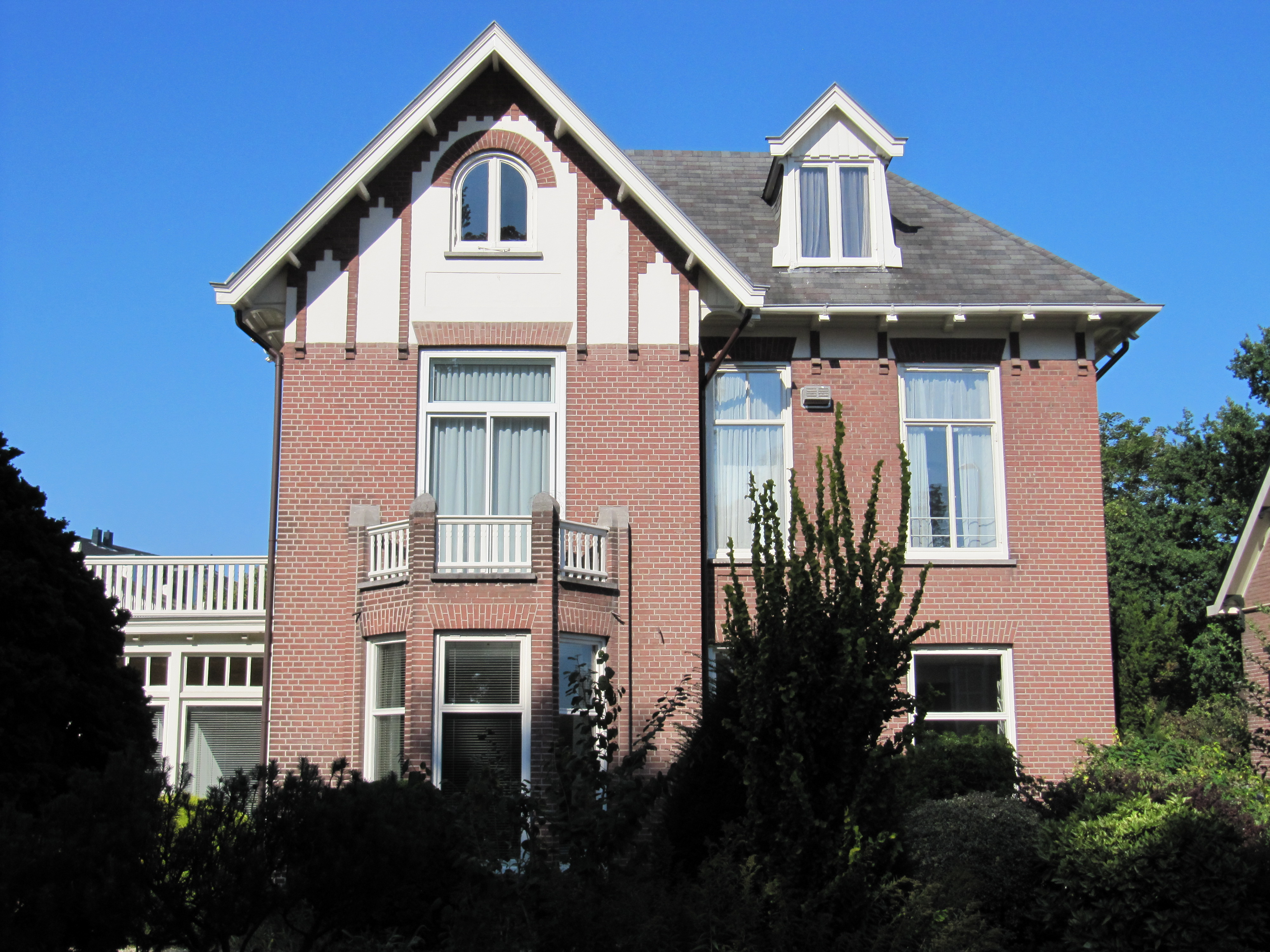
Villa Bouchina

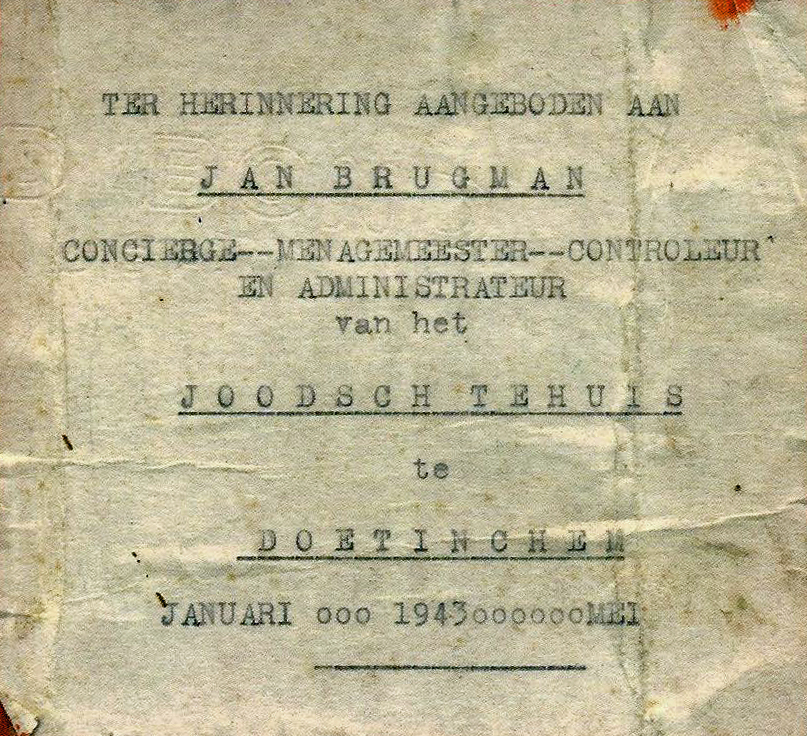
Begeleidende tekst bij het verslag van Spanjaard over de periode januari t/m mei 1943

Villa Bouchina is een voormalige pastorie in de Nederlandse plaats Doetinchem, gelegen aan de Dominee van Dijkweg. Het was een pastorie van de gereformeerde kerk. In de Tweede Wereldoorlog fungeerde de pastorie gedurende zeven weken als een verblijf voor een aantal Joden, die daar werden geïnterneerd. De pastorie stond leeg nadat predikant J.Th. Meesters op 11 september 1942 naar Kamp Amersfoort was gebracht waar hij op 15 oktober 1942 in een ziekenhuis is overleden. In februari 1943 namen de zogenoemde Mussert-Joden hun intrek in de pastorie. 
In de pastorie bevonden zich onder andere tekenaar Jo Spier met zijn vrouw en drie kinderen, een vrouw wier man voor Duitsland vocht aan het Oostfront en een aantal waarschijnlijk voormalige NSB'ers. Of ze werkelijk lid van de NSB zijn geweest of zich hebben voorgedaan als voormalig lid is niet bekend. 
In totaal verbleven er in de bewuste zeven weken negen Joden, hoewel het aanvankelijk de bedoeling was om er ruim zestig Joden te huisvesten. Dirk Spanjaard sr. was er toezichthouder. Zij verbleven er tot 21 april 1943 toen zij, via Westerbork gedeporteerd werden naar het concentratiekamp Theresienstadt. Drie van hen werden door de Duitsers vervolgens naar elders gebracht en kwamen daar om. Drukker op 9 maart 1944 in Auschwitz en Spetter en Ancona op 28 februari 1945 in Midden Europa. De leden van het gezin Spier en Kaatje van Lunenburg-Groen overleefden de Tweede Wereldoorlog.
Villa Bouchina maakte deel uit van Joods Tehuis Barneveld. In Barneveld op de Veluwe genoten in totaal zo'n 700 Joden speciale bescherming op landgoed Schaffelaar en Huize De Biezen. Spanjaard maakte over deze periode een verslag, dat hij aanbood aan de conciërge-menagemeester-controleur en administrateur van het tehuis Jan Brugman. Het verslag werd in 1945 gedeponeerd bij een advocatenkantoor in Doetinchem.
Villa Bouchina is tegenwoordig een gemeentelijk monument.

## Geïnterneerden
- Jo Spier
- Tineke Spier-van Raalte
- Peter Spier
- Céline Spier
- Tom Spier
- Simcha Selina Ancona
- Abraham Spetter
- Paul Drukker
- Kaatje van Lunenburg-Groen